# Ponzio di Pradleves
Ponzio di Pradleves (... – 286) è stato un militare romano della Legio Tebea, martire cristiano.

## Agiografia e culto
Collaborò con san Costanzo all'evangelizzazione della zona compresa tra i torrenti Grana e Maira. 
Il suo culto, in quanto martire della legione tebea, è limitato alla località di Pradleves dove è ricordato il 14 maggio e il 23 giugno.